# Lepidium appelianum
Lepidium appelianum (укр. хріниця Аппеля) — вид рослин з роду хріниця (Lepidium) родини капустяних (Brassicaceae).

## Морфологія

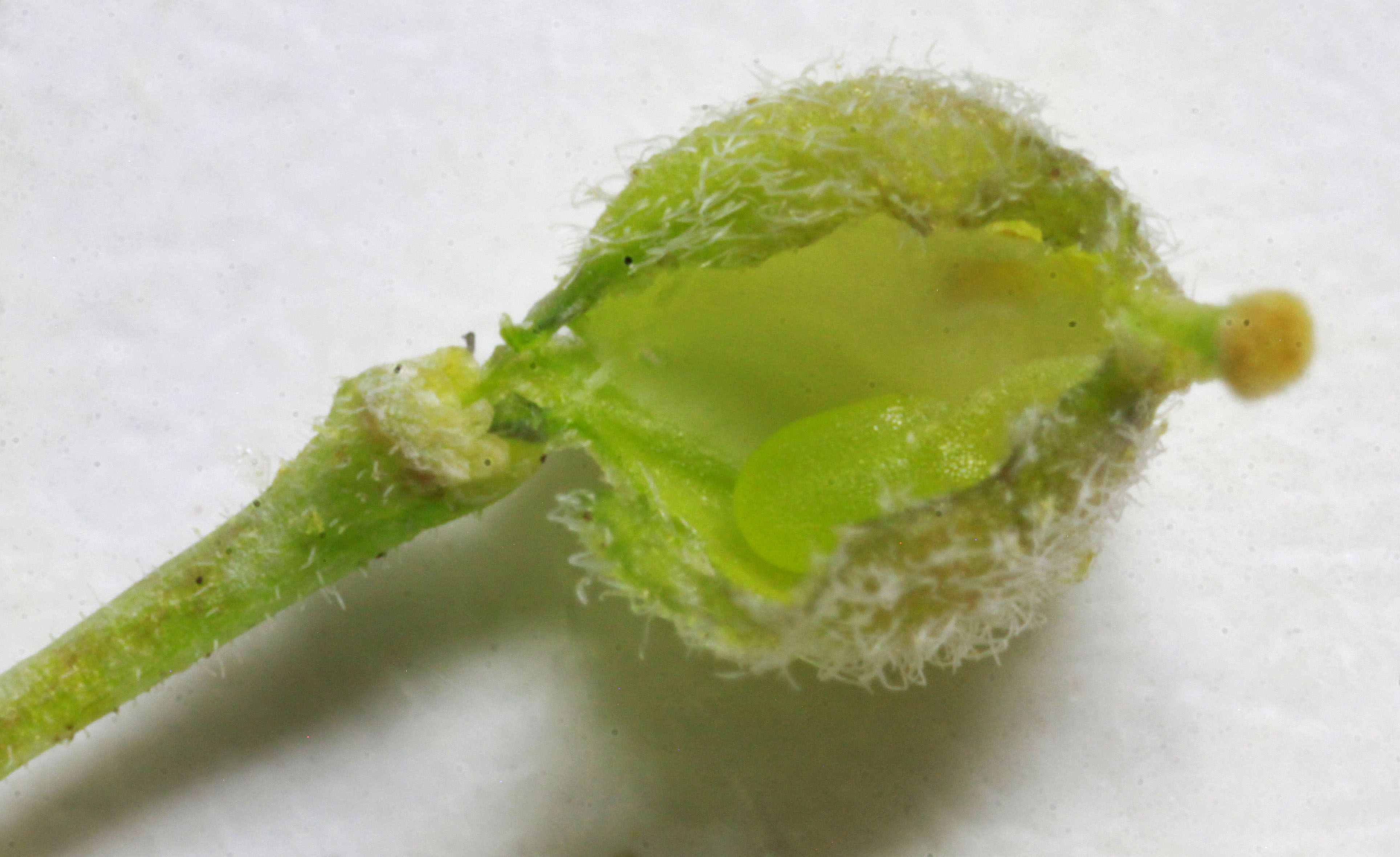
Стручечок Lepidium appelianum у розрізі

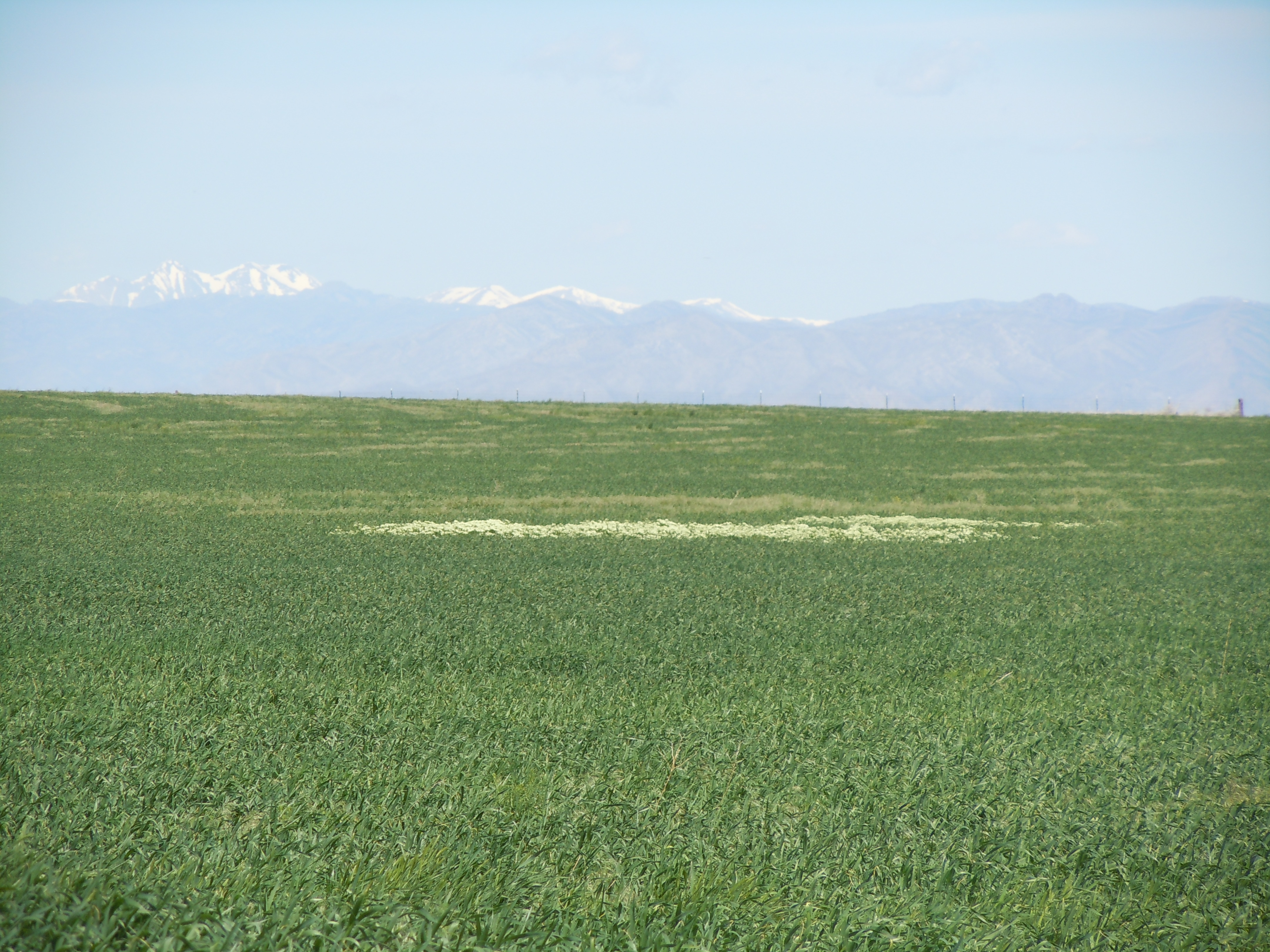
Місце зростання Lepidium appelianum поблизу міста Атомік-Сіті, штат Айдахо, США

Багаторічна трав'яниста рослина, цілком вкрита короткими, вигнутими вниз на стеблі, відхиленими волосками через що має сірувато-зелений відтінок. Стебло прямостояче, майже від основи довго-гіллясте, 15-35 см заввишки. Стеблові листки численні, довгасті або ланцетні, нерівно-гострозубчаті, 1-6 см завдовжки, 3-15 мм завширшки; прикореневі і нижні стеблові звужені в недовгий черешок, тупі, інші загострені, сидячі, при основі стрілоподібні. Китиці укорочені, незначно (до 6 см) подовжуються при плодах, зібрані на верхніх розгалуженнях стебла в щиткоподібні суцвіття 4-7 см завдовжки, 3-5 см завширшки. Квітконіжки 2-5 мм завдовжки. Чашолистки яйцеподібні, пухнасті; пелюстки білі, оберненояйцеподібні, звужені в нігтик, який наполовину коротше пластинки, 2-4 мм завдовжки, 0,8-1,5 мм завширшки, майже рівні або до 1,5-2 рази довше чашолистків. Стручечки густоволосисті, широкоовальні, 4-5 мм завдовжки, 3-3,5 мм завширшки, роздуті, майже не сплюснуті, не розкриваються, 2-гніздові; гнізда однонасінневі; стулки майже напівкулеподібні; стовпчик 0,8-1,2 мм завдовжки. Насіння (коричневе або темно-коричневе), яйцеподібне, розміром 1,5-2 × 1-1,5 мм.
Число хромосом — 2n = 16.

## Фенологія
Цвітіння відбувається з травня до вересня.

## Поширення

### Природний ареал
- Азія
  - Китай: Ганьсу, Шеньсі, Нінся, Синьцзян
  - Середня Азія: Казахстан; Киргизстан; Узбекистан
  - Монголія
  - Індійський субконтинент: Пакистан

### Ареалнатуралізації
- Азія
  - Сибір: Алтайський край
- Північна Америка
  - Північний Центр США: Міссурі, Небраска, Північна Дакота, Вісконсін
  - Північний Схід США: Мічиган, Пенсільванія
  - Північний Захід США: Колорадо, Айдахо, Монтана, Орегон, Вашингтон, Вайомінг
  - Південний Центр США: Нью-Мексико
  - Південний Захід США: Каліфорнія, Невада, Юта
  - Західна Канада: Саскачеван, Альберта, Манітоба, Британська Колумбія
- Південна Америка

- - Аргентина — Чубут, Неукен, Ріо-Неґро.

## Екологія
Песчанисто-глинисті, кам'янисті і дрібноземлисті, зазвичай засолені субстрати, степові солонцюваті луки, кам'янисті схили, шлейфи, береги річок і озер, узбіччя доріг, стоянки, поля, поклади, пустирі, канави, пасовища на висоті 400—2400 м над рівнем моря на рівнині і в гірничо-степовому поясі.

## Значення
Lepidium appelianum став шкідливим бур'яном в більшості свого ареалу в Північній Америці.